# Anchiphiloscia kenyensis
Anchiphiloscia kenyensis är en kräftdjursart som först beskrevs av Stefano Taiti och Franco Ferrara 1980.  Anchiphiloscia kenyensis ingår i släktet Anchiphiloscia och familjen Philosciidae. Inga underarter finns listade i Catalogue of Life.